# Azerzour
Azerzour (né Mohand Bouzerzour en 1945 à Seddouk et mort le 16 juillet 2017 à Sidi-Aïch) est un chanteur et auteur-compositeur-interprète algérien d'expression kabyle.

## Biographie
Azerzour (« l'Étourneau » en français) est né d'une mère poétesse à Seddouk Oufella dans la commune de Seddouk, wilaya de Béjaia dans la vallée de la Soummam. Enseignant de français de profession, Azerzour s'est intéressé à la musique dès son jeune âge en intégrant la troupe musicale de son village. Il est monté sur scène, la première fois en 1971 à l'occasion des festivités commémoratives du centenaire de l’insurrection de Cheikh Aheddad, datant du 8 avril 1871.
Son premier album, sorti en 1990, rencontre un immense succès auprès du public, notamment grâce à la chanson Tam'aayt i d-yeḥka baba (La légende que mon père m'a contée).
En 1998, il crée une chorale dans son village natal. Mais ce n'est qu'en 2008 que le premier album de cette chorale voie le jour, avec la chanson phare Zirriru (L'équinoxe du printemps). Azerzour sort son quatrième et dernier album en 2015.